# António Eduardo Pereira dos Santos
António Eduardo Pereira dos Santos (Salvador de Bahía, Brasil, 3 de mayo de 1984) es un futbolista brasileño. Juega como defensa central y actualmente milita con el Standard Lieja de la Primera División de Bélgica.

## Clubes
| Club                   | País     | Año               |
| ---------------------- | -------- | ----------------- |
| Cabofriense            | Brasil   | 2004              |
| Alecrim Futebol Clube  | Brasil   | 2005              |
| Teotônio Esporte Clube | Brasil   | 2005              |
| Estrela do Norte       | Brasil   | 2006              |
| Ituano Futebol Clube   | Brasil   | 2007              |
| Águia Negra            | Brasil   | 2008              |
| SC Beira-Mar           | Portugal | 2008 - 2011       |
| Standard Lieja         | Bélgica  | 2011 - Actualidad |

## Palmarés
| Título                       | Club           | Año       |
| ---------------------------- | -------------- | --------- |
| Segunda División de Portugal | SC Beira-Mar   | 2009 - 10 |
| Copa de Bélgica              | Standard Lieja | 2010 - 11 |
| Supercopa de Bélgica         | Standard Lieja | 2011      |

## Distinciones individuales
| Título          | Club         | Año  |
| --------------- | ------------ | ---- |
| Jugador del Año | SC Beira-Mar | 2010 |